# Callanthias australis
Callanthias australis är en fiskart som beskrevs av Ogilby, 1899. Callanthias australis ingår i släktet Callanthias och familjen Callanthiidae. Inga underarter finns listade.